# 臼井弘貴
臼井 弘貴（うすい ひろたか、1980年4月6日 - ）は、長野県塩尻市出身のサッカー選手、サッカー指導者。現役時代のポジションはフォワード。日本サッカー協会指導者ライセンス（公認S級ジェネラル）を保有している。

## 略歴
松商学園高等学校のエースストライカーとして全国高等学校サッカー選手権大会に出場。
日本大学関東大学サッカーリーグ2部で阿部吉朗、中村憲剛らと共にベストイレブンを獲得した。卒業後、長野都市ガスに就職。アマチュア契約で長野エルザに加入。
2018年、シンガポールのゲイラン・インターナショナルFC監督に就任するが、8位の成績に終わった。
2021年、岩瀬浩介の日大人脈によりブラウブリッツ秋田のコーチに就任する。
2022年8月の岩手戦と栃木戦において、吉田謙感染欠場のため、代行指揮を取る。

## 指導歴
- 2003年 - 2004年 日本大学保健体育審議会サッカー部コーチ
- 2005年 AC長野パルセイロ ジュニアユースコーチ
- 2006年 - 2008年 AC長野パルセイロ トップチームコーチ兼通訳
- 2009年 - 2010年 AC長野パルセイロ ジュニアユースコーチ
- 2011年 - 2014年 松本山雅FC U-18コーチ
- 2015 - 2016年 松本山雅FC U-18監督
- 2017年2月 -  ゲイラン・インターナショナルFC（シンガポール） U-17／U-15監督
- 2017年6月 - ゲイラン・インターナショナルFC U-21監督 兼 トップチームコーチ
- 2018年 ゲイラン・インターナショナルFC監督
- 2019年 - 2020年9月：松本山雅FC U-18コーチ
- 2020年9月 松本山雅FC U-18監督
- 2021年  ブラウブリッツ秋田コーチ
- 2022年 - ブラウブリッツ秋田ヘッドコーチ

## 監督成績
| 年度   | クラブ       | 所属   | リーグ戦 | リーグ戦 | リーグ戦 | リーグ戦 | リーグ戦 | リーグ戦 | カップ戦 | カップ戦   |
| 年度   | クラブ       | 所属   | 順位     | 勝点     | 試合     | 勝       | 分       | 敗       | リーグ杯 | 天皇杯/S杯 |
| ------ | ------------ | ------ | -------- | -------- | -------- | -------- | -------- | -------- | -------- | ---------- |
| 2018   | ゲイラン     | SPL    | 8位      | 20       | 24       | 5        | 5        | 14       | -        | 準々決勝   |
| 通算   | シンガポール | SPL    | -        | -        | 24       | 5        | 5        | 14       | -        | -          |
|        |              |        |          |          |          |          |          |          |          |            |
| 総通算 | 総通算       | 総通算 | -        | -        | 24       | 5        | 5        | 14       | -        | -          |